# Henryk Czeczott
Henryk Czeczott (ur. 18 czerwca 1875 w Petersburgu, zm. 6 czerwca 1928 w Freibergu) – polski inżynier, profesor Akademii Górniczej w Krakowie, kierownik Katedry Górnictwa.

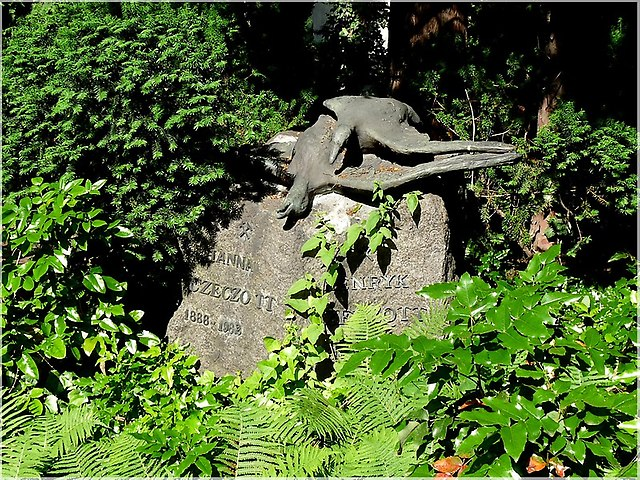
Grób Hanny i Henryka Czeczottów na Cmentarzu ewangelicko-reformowanym w Warszawie

## Studia i początki pracy zawodowej
Był synem Ottona Czeczotta i Leontyny z Kukielów. W 1900 ukończył studia w Instytucie Górniczym w Petersburgu. Jako student należał do tajnych kół socjalistycznych. Edukację uzupełniał w trakcie podróży zawodowej do USA w 1904 oraz w Niemczech i Austrii. W latach 1900–1907 pracował w kopalni "Saturn" w Czeladzi, gdzie m.in. zreorganizował system przewietrzania i wprowadził podsadzkę suchą. Działał w Sekcji Górniczo-Hutniczej Oddziału Warszawskiego Towarzystwa Popierania Rosyjskiego Przemysłu i Handlu. Współredagował dział „Górnictwo i Hutnictwo” warszawskiego "Przeglądu Technicznego" i wydawanego w Dąbrowie Górniczej „Przeglądu Górniczo-Hutniczego". Założył Towarzystwo Spożywcze w Czeladzi, zainicjował budowę Domu Ludowego przy kopalni "Saturn". Za udzielanie schronienia ściganym działaczom PPS, do której należał, oraz zorganizowanie w mieszkaniu składu wydawnictw partyjnych został zwolniony z pracy. W 1907 krótko był naczelnym inżynierem kopalni "Jan" w Dąbrowie Górniczej, dla której opracował nowoczesną metodę eksploatacji cienkich pokładów węgla.

## Działalność naukowa w Rosji
W 1910 na podstawie pracy "O przewietrzaniu robót podziemnych" został docentem przy katedrze górnictwa Instytutu Górniczego w Petersburgu. Wykładał przedmioty: sortownictwo i wzbogacanie ciał kopalnych. W 1913 został profesorem tej uczelni, a w latach 1917-22 był dziekanem jej wydziału górniczego. W 1915 założył w tej uczelni opartą na wzorach z USA stację doświadczalną i laboratorium do badania zagadnień związanych z obróbką mechaniczną użytecznych ciał kopalnych. Jednocześnie pracował jako konsultant kilku wielkich przedsiębiorstw górniczych, w związku z czym odbywał podróże badawcze do Niemiec, Szwecji, Norwegii i Holandii. W 1911 założył konsorcjum w celu poszukiwania złota na Syberii. Zbudował kopalnię złota w górach Ałtaj i był jej dyrektorem do upaństwowienia w 1918.

## Działalność naukowa i dydaktyczna w Polsce
1 grudnia 1921 roku otrzymał nominację na profesora zwyczajnego Akademii Górniczej w Krakowie. W latach 1922–1928 kierował Katedrą Górnictwa I i Przeróbki Mechanicznej Wydziału Górniczego AG. W roku akademickim 1926/27 był dziekanem Wydziału Górniczego. Dzięki wsparciu Rady Zjazdu Przemysłowców Górniczych w Dąbrowie Górniczej i Górnośląskiego Związku Pracowników Przemysłu Węglowego zorganizował pracownie wentylacji, analizy gazów i pyłu węglowego, lampiarstwa i ratownictwa oraz 22-metrową sztolnię na Krzemionkach przeznaczoną na ćwiczenia praktyczne z górnictwa. W 1928 prowadził cykl wykładów zimowych dla członków Stowarzyszenia Polskich Inżynierów Górniczych i Hutniczych na temat nowych technik wentylacji kopalń, maszyn górniczych i naukowej organizacji pracy. W ramach współpracy z przemysłem zajmował się m.in. szacowaniem zasobności złóż miedzi w Czechosłowacji i Turcji oraz oceną pokładów rudy ołowiu w kopalni „Wiktor Emanuel” w Siewierzu. Zmarł podczas podróży naukowej, w trakcie której zajmował się problemami kopalnictwa soli potasowych.
Był autorem 43 prac naukowych i 15 ekspertyz. Jego najważniejsza praca, "Przeróbka mechaniczna użytecznych ciał kopalnych", ukazała się pośmiertnie w latach 1930-37.
Jego żoną była Hanna Czeczottowa. 
Został pochowany na cmentarzu ewangelicko-reformowanym w Warszawie (kwatera N-1-44). 

## Upamiętnienie
Imię Henryka Czeczotta od 1985 nosiła nieistniejąca już Kopalnia Węgla Kamiennego Czeczott w Woli. Przyjaciele i uczniowie Czeczotta ufundowali poświęconą mu pamiątkową tablicę marmurową wmurowaną w ścianę pawilonu A-1 AGH.
W 1984 roku Senat AGH ustanowił Nagrodę imienia prof. H. Czeczotta przyznawaną za wybitne prace naukowe dotyczące górnictwa i związanych z nim dziedzin nauki.